# Hyalina pallida
Hyalina pallida är en snäckart som först beskrevs av Carl von Linné 1758.  Hyalina pallida ingår i släktet Hyalina och familjen Marginellidae. Inga underarter finns listade i Catalogue of Life.